# Bnei Baruch
Bnei Baruch (também conhecido como  Kabbalah Laam, em hebraico:  קבלה לעם) é uma associação universalista de cabalá fundada por Michael Laitman no início da década de 1990. Estima-se que tenha cerca de 50.000 seguidores em Israel e cerca de 150.000 em todo o mundo.

## História
Bnei Baruch  é o maior entre vários grupos que ensinam a Cabalá na tradição da dinastia Ashlag. o rabbi Yehuda Ashlag emigrou da Polônia para Israel em 1921, tendo corretamente previsto que os judeus que permaneceriam na Polônia pereceriam. Ele escreveu um conhecido comentário sobre o Zohar chamado Sulam (Escada), e veio a ser conhecido como Baal HaSulam, "Autor da Escada" Ele se tornou muito popular em Israel e foi consultado sobre a Cabalá pelo primeiro primeiro-ministro do Estado de Israel, David Ben Gurion. Apoiando-se em sua afirmação de que a afirmação "Ama seu amigo como a si mesmo" resume a essência da Cabalá, Yehuda Ashlag propôs uma teoria do "comunismo altruísta", uma forma de socialismo baseada em princípios de altruísmo e diferente do comunismo materialista de estilo soviético . que ele criticou duramente. Ele também "sugeriu" a ideia universalista de ensinar a Cabalá a não-judeus, embora este tema tenha sido desenvolvido inteiramente somente por seus sucessores.
Yehuda Ashlag morreu no dia do Yom Kippur em 1954. Após sua morte, seus discípulos se dividiram. Alguns seguiram um de seus associados, Yehuda Tzvi Brandwein (1904-1969), que se tornara cunhado de Ashlag em seu segundo casamento. O grupo de Brandwein é, direta ou indiretamente, a origem de vários movimentos contemporâneos de Cabalá Ashlagiana, incluindo o Kabbalah Centre de Philip Berg. Outros discípulos de Yehuda Ashlag aceitaram a liderança de dois de seus quatro filhos: Bejamin Shlomo Ashlag (1907-1991), cujo grupo permaneceu comparativamente pequeno, e Baruch Ashlag.
A fim de lutar contra uma tentativa de seu irmão, Benjamin Shlomo Ashlag, de reivindicar o direito exclusivo sobre a obra de seu pai, em tribunais britânicos, Baruch Shalom Ashlag, conhecido como Rabash, mudou-se por algum tempo para a Inglaterra, voltou a Israel somente após a julgamento ter terminado em seu favor. Após seu retorno a Israel, Rabash começou a ensinar um grupo de discípulos em Bnei Brak, principalmente ex-alunos de seu pai, enfatizando a importância do "trabalho no grupo", ou seja, o cultivo do amor fraternal entre os estudantes, um princípio descrito. em detalhes em seus escritos. Baruch Ashlag morreu em 1991 e, por sua vez, seus discípulos se dividiram em vários grupos. Embora o Bnei Brak seja um centro de ultra-ortodoxia (Judaísmo Haredi), nem todos os discípulos de Baruch Ashlag eram originalmente ultra-ortodoxos. A maioria dos discípulos de Baruch Ashlag que não eram ultra-ortodoxos tinham sidos trazidos a ele por Michael Laitman, a quem o jornal Haredi HaModia chamou em 1991 "a pessoa de confiança da casa de Rabash", reconhecendo nele um dos discípulos mais próximos do mestre. Ao aceitar esses estudantes, Baruch Ashlag abriu um novo caminho na tradição cabalística, que até então era vista como proibida ao mundo não-ortodoxo.
Alguns dos discípulos ultra-ortodoxos aceitaram a liderança do filho de Baruch Ashlag, Shmuel Ashlag (1928-1997); outros seguiram vários discípulos do mestre. Em meio a essas divisões, Laitman decidiu sair da cena por um tempo e viajar para Toronto, para apoiar seu pai que já era terminal. Após o retorno de Laitman a Israel, ele continuou a estudar por conta própria e escreveu alguns livros com base nas sessões privadas que teve com Baruch Ashlag. Apenas alguns anos depois, Laitman começou a ensinar, foi reconhecido por alguns dos discípulos de Baruch Ashlag como seu sucessor, particularmente depois que suas reivindicações à sucessão foram endossadas pela viúva do falecido mestre, Feiga, que se casou com o Rabash em 1990.
Laitman nasceu em Vitebsk, atual Belarus, em 1946. Ele é citado por seus discípulos como Rav ou Rabino como um título honorífico, apesar de não ser um rabbi ordenado e não conduzir serviços religiosos. Ele também é referido como "Dr. Laitman” com base em um doutorado que ele recebeu em 2004 do Instituto de Filosofia da Academia Russa de Ciências. De fato, o passado de Laitman não está na religião, mas na ciência. Ele desenvolveu um interesse pelo judaísmo tradicional somente depois de se mudar para Israel em 1974. Ele ficou interessado por um tempo no Kabbalah Centre mas a extensão de sua associação com essa organização é contestada. Fontes associadas ao Kabbalah Centre afirmam que ele estudou lá por "um ou dois anos", enquanto Laitman afirma nunca ter estudado no Centro. Em vez disso, ele participou de algumas aulas particulares na casa de Philip Berg, até ficar desiludido. Pouco depois, em 1979, ele se tornou discípulo de Baruch Ashlag.
No início dos anos 90, Laitman fundou o Bnei Baruch ("Filhos de Baruch") como um modesto grupo de estudo que se reunia em seu apartamento em Bnei Brak. Gradualmente, o grupo se desenvolveu. Suas fontes internas relatam que o avanço ocorreu em 1997, quando o grupo começou a oferecer cursos gratuitos de Cabalá pela internet e pelo rádio (a televisão seguiu em 2007), e eventualmente mudou sua sede de Bnei Brak para Petah Tikva. Através da Internet, o Bnei Baruch começou a reunir seguidores em todo o mundo. Hoje, está presente em 107 países, com cerca de 150.000 alunos regulares, dos quais 50.000 estão em Israel: o número dois milhões, mencionado pelo próprio movimento, refere-se àqueles que acessam seus sites anualmente. Conferências são organizadas anualmente em Tel Aviv com cerca de 6.000 participantes, incluindo dignitários culturais e políticos locais. Por exemplo, três membros do gabinete do partido Likud participaram da conferência de 2016. Em 2011, em um momento de turbulência interna em Israel paralelo à Primavera Árabe, o Bnei Baruch estabeleceu o Arvut ("Responsabilidade Mútua"), um movimento social não-político. Estudantes do Bnei Baruch também estabeleceram um partido político, Beyachad ("Juntos"), que participou nas eleições municipais de 2013 em Petah Tikva, onde surgiu como a festa mais votada.
O Bnei Baruch também inspirou grupos musicais, romancistas e artistas visuais. Um famoso músico israelense que estudou com o Bnei Baruch, e até produziu música contendo ideias cabalísticas, é Arkadi Duchin. Além disso, dois conhecidos atores teatrais israelenses, Israel Sasha Demidov e Henry David, estudam regularmente com o grupo. Dois romances nascidos dentro do Bnei Baruch são The Kabbalist do diretor de cinema Semion Vinokur (2012), uma biografia “cinematográfica” de Yehuda Ashlag, e The Egotist por Jesse Bogner (2014), uma crônica da jornada do vida chata como uma socialite em Nova York para a Cabalá. Um dos artistas visuais inspirados no Bnei Baruch é a austríaca Zenita Komad.

## Doutrina
Laitman realiza diariamente aulas diárias das 3:00 às 6:00 e das 18:00 às 20:00, ao vivo (normalmente em Petah Tikva) ou pela Internet. As lições são traduzidas ao vivo em oito idiomas, incluindo inglês, russo, chinês, turco, italiano, japonês, e em outras sete línguas de gravação (entre elas o árabe). Muitos alunos do Bnei Baruch seguem essas lições e cada aluno é livre para escolher sua própria rotina de estudo. O Bnei Baruch também possui 27 centros espalhados por Israel e mais de 150 centros em todo o mundo, onde os alunos de Laitman ministram cursos introdutórios semanais. Nesses cursos, não há separação entre homens e mulheres, enquanto nas aulas diárias de manhã e de noite, homens e mulheres estudam separadamente, embora a separação assuma diferentes formas em diferentes países. Como observado por estudiosos italianos de novos movimentos religiosos, Massimo Introvigne, essa separação “tem levantado a sobrancelha entre os críticos”, mas “não é inédita nas escolas cabalísticas e continua a prática no Baruch Ashlag”.
Ele afirma que o que ele ensina não é uma religião, mas uma ciência, uma afirmação que é baseada em uma explicação obtusa que é muito difícil de entender do ponto de vista científico. O princípio básico da Cabala de Laitman é “ame teu amigo como teu eu” como um caminho para a realização do Criador. Essa visão não é suportada pela maioria dos textos cabalísticos, tanto históricos quanto contemporâneos. Laitman ensina que Avraham não era judeu, mas um babilônico. De acordo com Laitman, nos dias de Avraham, os babilônios enfrentaram uma crise de egoísmo que os separou uns dos outros e desintegrou sua sociedade. A busca para encontrar a fonte dessa crise social, levou Avraham a descobrir o Criador (que Laitman, seguindo Yehuda Ashlag, define como a força do amor e doação). Avraham percebeu que o busto do egoísmo era apenas uma oportunidade para os babilônios se unirem em um nível superior e descobrirem o Criador, e começaram a espalhar essa noção entre os residentes da Babilônia.
De acordo com Laitman, o pequeno grupo de estudantes que se reuniram em torno de Abraão foi finalmente chamado de "Israel", depois de seu desejo de se agarrar ao Criador (das palavras Yashar El , que significa "direto ao Criador"). Como resumido por Myers, o Bnei Baruch ensina que esse grupo tinha “uma designação espiritual” e não étnica ou religiosa, indicando uma prática baseada no método de Avraham centrado em torno da unidade acima do ego crescente. Embora Abraham reunisse apenas um pequeno grupo, sua sabedoria gradualmente conquistou um número significativo de seguidores, que se desenvolveram com o tempo e culminaram na construção do Templo de Salomão e do Segundo Templo. Eventualmente, no entanto, o ego assumiu, o Primeiro e o Segundo Templos foram destruídos, os “judeus” espalharam-se entre as nações. O propósito desta dispersão dos judeus entre as nações foi, eventualmente, trazer o Tikun (correção) de todo o mundo.
Um componente-chave nesse desenvolvimento da nação de Israel e da humanidade, afirma o Bnei Baruch, é o desejo, que é composto de diferentes níveis. A primeira corresponde ao desenvolvimento de desejos básicos, tais como comida, sexo e abrigo. Os próximos três graus no desenvolvimento do desejo referem-se aos níveis sociais - desejam ter propriedade, ganhar fama e controle e, eventualmente, possuir conhecimento sobre a realidade. O desenvolvimento desses desejos é considerado como o catalisador do desenvolvimento humano, ou seja, quando o desejo se desenvolve, a humanidade surge com uma maneira tecnológica de satisfazer esse crescente desejo na forma de uma tecnologia nova e mais avançada. O quinto e último nível de desejo de desenvolver é o desejo espiritual. O desejo espiritual se desenvolve como um sentimento de insatisfação com as realizações dos desejos nos níveis inferiores?” Foi, Bnei Baruch ensina, uma vez raro, e é por isso que o rabi Simeon bar Yochai ordenou manter o segredo da Cabalá. No entanto, quanto mais o mundo declinou ao longo dos séculos em uma crise espiritual, mais almas com desejo espiritual apareceram. Foi por isso que Isaac Luria, de acordo com o Bnei Baruch, abriu o estudo da Cabalá a todos os judeus, e Yehuda Ashlag começou a estendê-lo também aos não-judeus. A partir do final do século XX, insiste o Bnei Baruch, o método de conexão e superação do ego que o movimento acredita ter sido descoberto na Babilônia por Avraham, e desenvolvido pelos Cabalistas durante milênios, deve se espalhar para as massas.
Duas noções-chave da doutrina do Bnei Baruch são correção e conexão. Correção, um conceito central da Cabalá em geral, significa o esforço contínuo de passar do ódio para o amor, do egoísmo para o altruísmo. A ideia é que o nosso mundo ainda é dominado pelo egoísmo e pelo conflito, mas podemos "nos conectar" a um nível superior acima da nossa vida cotidiana. "Se nos conectarmos corretamente", diz Laitman, "descobrimos nas conexões entre nós uma força especial" que também podemos chamar de Deus: "Deus é a força que a humanidade descobre através das conexões certas entre as pessoas"." Laitman afirma que, no futuro, seremos capazes de perceber o “comunismo altruísta” de Yehuda Ashlag que, ele insiste, é “completamente diferente” do comunismo ao estilo soviético: “Construímos uma sociedade equilibrada onde a força superior, que é a força. de conexão e amor, está entre nós e nos conecta, e com isso alcançaremos a correção completa.”

## Controvérsias
O Bnei Baruch é criticado em Israel por três grupos diferentes. Primeiro, alguns estudiosos acadêmicos da Cabalá na tradição de Gershom Scholem consideram a Cabalá "pragmática" do Bnei Baruch como não sendo filologicamente correta, nem fiel às fontes antigas. Essa crítica está principalmente confinada ao meio acadêmico. Judeus ultra-ortodoxos insistem que a Cabala deve ser ensinada apenas a judeus qualificados, e consideram a disseminação da Cabalá pelo Bnei Baruch a não-judeus como heresia e sacrilégio. Finalmente, alguns que estão associados ao movimento anti-seitas consideram o Bnei Baruch como um culto, acusando-o de um culto à personalidade de seu líder, de exigir contribuições monetárias exageradas para os estudantes, e de lavagem cerebral. Como observado por estudiosos israelenses, Marianna Ruah-Midbar e Adam Klin-Oron, uma característica única do movimento anti-seitas israelenses é que os judeus ultra-ortodoxos e os críticos seculares da religião cooperam estritamente em várias de suas organizações, de modo que é difícil separar a crítica estritamente religiosa e secular de grupos rotulados como "cultos". Como observado pelo estudioso israelense Boaz Huss, a abordagem prática e mundana do Bnei Baruch para a Cabalá é muito diferente das reconstruções acadêmicas de Scholem e Moshe Idel conforme ensinado no meio ortodoxo, o que explica parte das críticas. Por outro lado, Introvigne concluiu, após uma observação participante do grupo em vários países, que os alunos do Bnei Baruch exibem uma intensa devoção ao seu professor e dedicam ao movimento, em média, mais tempo e recursos do que os seguidores de outros movimentos espirituais. a atitude é comum entre os cultos, e a crítica também é explicada pelo intenso debate em Israel sobre quem, entre acadêmicos, religiosos ou professores independentes como Laitman, é "autorizado" a definir a Cabalá.